# 柳本雪絵
柳本 雪絵（やなぎもと ゆきえ、1975年2月21日 - ）は、女性のフリーアナウンサー。元秋田放送アナウンサー。アロマテラピーショップ店主。
千葉県出身。圭三プロダクション所属。東京学芸大学教育学部国際文化教育課程卒業。

## 出演番組
○は、出演中

### 秋田放送勤務時
- ズームイン!!朝! - 秋田担当キャスター
- ABSワイドゆう - キャスター
- 24時間テレビ - 秋田担当キャスター
- ネットワーク・7 - 秋田担当キャスター・リポーター
- ニュースプラス1あきた - キャスター・リポーター
- めざせ甲子園 - チーム紹介ナレーション
- 定時ニュース・天気予報

### フリーランス
- NHK教育「やさしい英会話」アシスタント
- 日テレ系「摩訶!ジョーシキの穴」リポーター
- チバテレビ「ウィークリー千葉県」キャスター
- J SPORTS「FOOT!」ナレーション
- エフエム富士「SUPER TODAY FUJI」月曜・火曜パーソナリティ（2006年3月まで）
- 日本テレビ系「ニュースプラス1」特集大注目 リポーター
- 日本テレビ系 「NNN Newsリアルタイム・リアル特集（関東ローカル）」リポーター　不定期出演
- ABSラジオごくじょうラジオ(レポーター・～2017年3月、火曜パーソナリティ・2017年4月5日～2019年3月）
- 雪絵の土田Ranch牧場ラジオ（秋田放送）○
- あさ採りワイド秋田便 (秋田放送、2019年4月～）- 水曜担当

## 秋田放送時代のエピソード
- ミヤギテレビ制作で東北・新潟ブロック共同制作の『月刊 元気一番"生"テレビ』にて仙北郡美郷町六郷の竹うちの取材で竹うちを体験しあまりの迫力に号泣した。ABS秋田放送アナウンス部では、伝説となっている。